# Mike Hailwood
Stanley Michael Bailey Hailwood MBE, ou mais conhecido como Mike Hailwood (Great Milton, 2 de abril de 1940 – Warwickshire, 23 de março de 1981), foi um motociclista e automobilista britânico nascido na Inglaterra. Era conhecido como Mike "The Bike" por causa de sua habilidade. Foi campeão 4 vezes nas 500cc: 1962, 1963, 1964 e 1965, e após seus títulos nas duas rodas, decidiu ingressar na Fórmula 1, sendo um dos poucos a disputar as principais categorias de motos e carros.

## Carreira

### Formula 1
Em 1973 no GP da África do Sul, o inglês foi tirar Clay Regazzoni, que esteve prestes a morrer queimado depois de seu carro acidentar-se com o dele. Ele chegou a queimar os pés e as mãos tentando socorrer o piloto. Devido a esse feito, Hailwood, foi condecorado com a Medalha de Jorge.
Conquistou dois pódios na Fórmula 1, sendo um 2º lugar no GP da Itália de 1972 pela Surtees e um 3º lugar no GP da África do Sul de 1974 pela McLaren.
A 21 de março de 1981, Hailwood acidentou-se com seus dois filhos, Michelle e David, quando colidiu com um caminhão que fazia uma conversão proibida na rodovia. A sua filha teve morte imediata e Hailwood morreu dois dias mais tarde, doze dias antes de fazer 41 anos. Sua importância para a empresa Ducati, foi representado pelos nomes de dois modelos da empresa: a Mike Hailwood 900cc Evolution e a Mike Hailwood, adaptação da SS, quando ganhou o TT da Ilha de Man na década de 1970.
Mike Hailwood foi introduzido no Motorcycle Hall of Fame no ano de 2000.

## Resultados na Fórmula 1[2]
(Legenda) (corrida em itálico indica volta mais rápida)
| Ano  | Equipe                       | Chassis       | Motor  | 1       | 2       | 3       | 4       | 5       | 6       | 7       | 8       | 9       | 10      | 11     | 12     | 13    | 14    | 15      | Pontos | Posição |
| ---- | ---------------------------- | ------------- | ------ | ------- | ------- | ------- | ------- | ------- | ------- | ------- | ------- | ------- | ------- | ------ | ------ | ----- | ----- | ------- | ------ | ------- |
| 1963 | Reg Parnell Racing           | Lotus 24      | Climax | MON     | BEL     | NED     | FRA     | GBR 8   | GER     |         |         |         |         |        |        |       |       |         | 0      | NC      |
| 1963 | Reg Parnell Racing           | Lola Mk4      | Climax |         |         |         |         |         |         | ITA 10  | USA     | MEX     | RSA     |        |        |       |       |         | 0      | NC      |
| 1964 | Reg Parnell Racing           | Lotus 25      | BRM    | MON 6   | NED 12  | BEL     | FRA 8   | GBR Ret | GER Ret | AUT 8   | ITA Ret | USA 8   | MEX 16  |        |        |       |       |         | 1      | 21º     |
| 1965 | Reg Parnell Racing           | Lotus 25      | BRM    | RSA     | MON Ret | BEL     | FRA     | GBR     | NED     | GER     | ITA     | USA     | MEX     |        |        |       |       |         | 0      | NC      |
| 1971 | Team Surtees                 | Surtees TS9   | Ford   | RSA     | ESP     | MON     | NED     | FRA     | GBR     | GER     | AUT     | ITA 4   | CAN     | USA 15 |        |       |       |         | 3      | 18º     |
| 1972 | Brooke Bond Oxo Team Surtees | Surtees TS9B  | Ford   | ARG     | RSA Ret | ESP Ret | MON Ret | BEL 4   | FRA 6   | GBR Ret | GER Ret | AUT 4   | ITA 2   | CAN    | USA 17 |       |       |         | 13     | 8º      |
| 1973 | Brooke Bond Oxo Team Surtees | Surtees TS14A | Ford   | ARG Ret | BRA Ret | RSA Ret | ESP Ret | BEL Ret | MON 8   | SWE Ret | FRA Ret | GBR Ret | NED Ret | GER 14 | AUT 10 | ITA 7 | CAN 9 | USA Ret | 0      | NC      |
| 1974 | Yardley Team McLaren         | McLaren M23   | Ford   | ARG 4   | BRA 5   | RSA 3   | ESP 9   | BEL 7   | MON Ret | SWE Ret | NED 4   | FRA 7   | GBR Ret | GER 15 | AUT    | ITA   | CAN   | USA     | 12     | 11º     |